# Fontvannes
Fontvannes ist eine französische Gemeinde mit 715 Einwohnern (Stand 1. Januar 2022) im Département Aube in der Region Grand Est (vor 2016 Champagne-Ardenne). Sie gehört zum Kanton Aix-Villemaur-Pâlis im Arrondissement Troyes. 

## Geographie
Fontvannes liegt etwa 14 Kilometer westlich von Troyes. Hier entspringt die Vanne.
Nachbargemeinden sind Dierrey-Saint-Julien im Westen und Norden, Macey im Norden und Osten, Messon im Osten und Südosten sowie Bucey-en-Othe im Süden und Westen.
Durch die Gemeinde führt die Autoroute A5.

## Bevölkerungsentwicklung
| Jahr                       | 1962 | 1968 | 1975 | 1982 | 1990 | 1999 | 2006 | 2011 | 2019 |
| -------------------------- | ---- | ---- | ---- | ---- | ---- | ---- | ---- | ---- | ---- |
| Einwohner                  | 300  | 297  | 340  | 461  | 563  | 553  | 538  | 595  | 706  |
| Quellen: Cassini und INSEE |      |      |      |      |      |      |      |      |      |

## Sehenswürdigkeiten

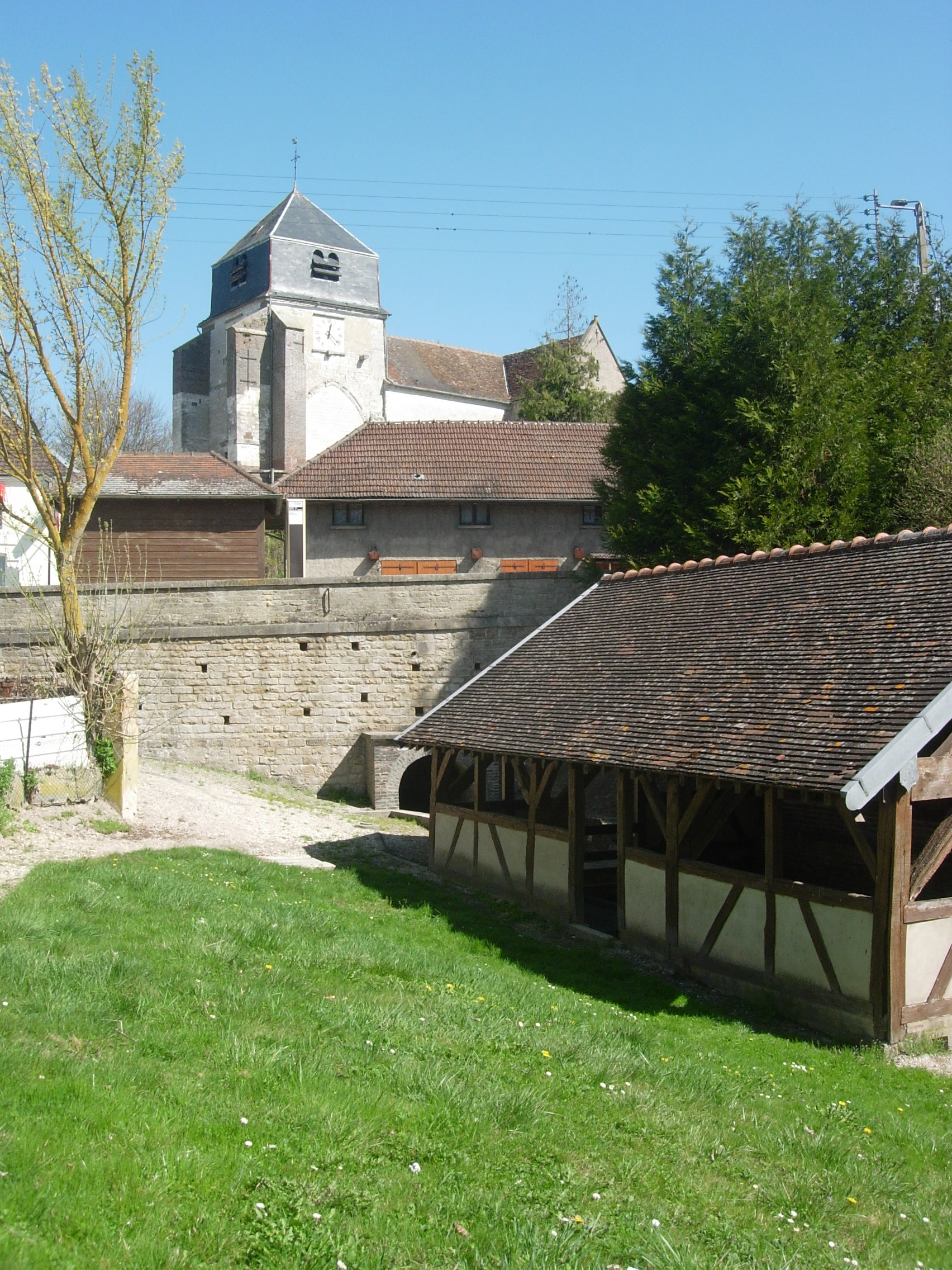
Kirche Saint-Alban und Waschhaus (im Vordergrund)

- Kirche Saint-Alban